# Flight of Icarus
Flight of Icarus is een single van Iron Maiden. Het nummer verscheen op 11 april 1983 en was de eerste single van het album Piece of Mind. Het was de eerste single van Iron Maiden met Nicko McBrain als drummer.

## Tracklist
1. "Flight of Icarus" (Bruce Dickinson, Adrian Smith) - 3:49
2. "I've Got the Fire" (Ronnie Montrose) - 3:53

## Bezetting
- Bruce Dickinson - zang
- Dave Murray - gitaar
- Adrian Smith - gitaar
- Steve Harris - basgitaar
- Nicko McBrain - drums